# Edelmiro Martinich
Edelmiro Martinich (Firmat, Argentina; 12 de enero de 1987) es un futbolista argentino. Juega de defensor lateral y actualmente está en Juventud Unida.

## Biografía
De chico, como tantos otros, comenzó jugando en el club de barrio, Firmat Fútbol Club. En 1998 se puso la camiseta de Newel’s Old Boys, donde jugó hasta el 2000; estuvo cuatro años en las juveniles de Chacarita Juniors.

## Clubes
| Club                                   | País      | Año           |
| -------------------------------------- | --------- | ------------- |
| Chacarita Juniors                      | Argentina | 2004          |
| Dellese                                | Italia    | 2004 - 2005   |
| Piano San Lazzaro                      | Italia    | 2005 - 2006   |
| Aldosivi (MdP)                         | Argentina | 2007 - 2010   |
| Sportivo Patria                        | Argentina | 2010 - 2011   |
| Sarmiento (Resistencia)                | Argentina | 2011 - 2012   |
| Gimnasia y Esgrima (M)                 | Argentina | 2012 - 2013   |
| Club Ferro Carril Oeste (General Pico) | Argentina | 2016          |
| Juventud Unida                         | Argentina | 2016-presente |